# Stereum
Genre
Stereum est un genre de champignons basidiomycètes de l'ordre des Russulales et de la famille des Stereaceae. De nombreuses espèces produisent une pourriture blanche plus ou moins active.

## Liste d'espèces
Selon Index Fungorum (25 novembre 2013) : liste incomplète :
- Stereum acanthophysatum Rehill & B.K. Bakshi 1966
- Stereum adnatum Lloyd 1925
- Stereum albostipitatum Lloyd 1913
- Stereum album Quél. 1883
- Stereum alternum Lloyd 1924
- Stereum amigenatska Henn.
- Stereum amoenum Kalchbr. 1876
- Stereum amoenum Lév. 1888
- Stereum amphibolium (Fr.) Fr. 1838
- Stereum amphirhytes Sacc. & Bres. 1889
- Stereum antarcticum (Speg.) Rajchenb. 1988
- Stereum aotearoa G. Cunn. 1956
- Stereum aratae Speg. 1880
- Stereum aratum Pat. 1907
- Stereum archeri Berk. 1859
- Stereum arcticum Fr.
- Stereum arenicola Berk. 1889
- Stereum armeniacum Boidin & Gilles 1989
- Stereum aterrimum Cooke 1884
- Stereum aterrimum Massee 1899
- Stereum atratum (Sw.) Fr. 1838
- Stereum atrorubrum Ellis & Everh. 1890
- Stereum auriscalpium Lloyd 1920
- Stereum aurora Killerm. 1943
- Stereum avellanaceum Lloyd 1936
- Stereum azonum Velen. 1922
- Stereum bagliettoanum (Fr.) Pat. 1900
- Stereum baileyanum Berk. ex Cooke 1892
- Stereum beigehymenium Teixeira 1945
- Stereum bellum (Kunze) Sacc. 1888
- Stereum berkeleyanum Ces. 1879
- Stereum berkeleyanum Mont. 1854
- Stereum bertolonii Sacc. 1895
- Stereum boltonii (Fr.) Sacc. 1878
- Stereum bombycinum Lloyd 1925
- Stereum boninense Yasuda 1919
- Stereum braunii (Henn.) Beeli 1926
- Stereum bufonium (Pers.) Sacc. 1888
- Stereum burtiasmum Lloyd 1924
- Stereum burtissimum Lloyd 1924
- Stereum cacao Lloyd 1925
- Stereum campaniforme Pat. 1908
- Stereum carthusianum E.H.L. Krause 1928
- Stereum cartilagineum (Fr.) Fr. 1838
- Stereum centrifugum (Weinm.) Fr. 1838
- Stereum chartaceum (G. Mey.) Fr. 1838
- Stereum cinereobadium Fr. 1838
- Stereum cinereobadium Klotzsch 1843
- Stereum cinereum Lév. 1844
- Stereum cinericium Lloyd 1922
- Stereum circinatum Fr.
- Stereum coalescens Lloyd 1925
- Stereum complicatum (Fr.) Fr. 1838
- Stereum conchoides Lloyd 1925
- Stereum concolor Jungh.
- Stereum confusum Berk. ex F. Muell. 1881
- Stereum conicum Burt 1920
- Stereum consobrinum (P. Karst.) Sacc. & Trotter 1912
- Stereum conspurcata Berk. & M.A. Curtis ex Massee 1890
- Stereum contrarium Berk. 1878
- Stereum contrastum Lloyd 1924
- Stereum corrugatum (de Vriese & Lév.) Sacc. 1873
- Stereum corruge Lloyd 1919
- Stereum cotyledoneum Fr. 1838
- Stereum crispulum Lloyd 1936
- Stereum crucibuliforme Massee 1890
- Stereum crustaceum P. Karst. 1899
- Stereum crustosum (Durieu & Lév.) Sacc. 1888
- Stereum cupulatum Pat. 1903
- Stereum curreyi Sacc. 1888
- Stereum curtum (Fr.) Fr. 1838
- Stereum cyathiforme (Fr.) Fr. 1838
- Stereum cyathiforme Curr. 1876
- Stereum cyclothelis Pers. 1822
- Stereum decipiens Berk. 1877
- Stereum desolationis Speg. 1888
- Stereum dimiticum Rehill & B.K. Bakshi 1966
- Stereum dorsale Kalchbr. ex G. Cunn. 1953
- Stereum durbanense Van der Byl 1922
- Stereum durum Burt 1920
- Stereum durum Lloyd 1919
- Stereum earlei Burt 1920
- Stereum eberstalleri Wettst. 1888
- Stereum effusum Berk. 1878
- Stereum elegantissimum Speg. 1883
- Stereum elevatum Berk. & Cooke 1877
- Stereum elongatum Lloyd 1923

Selon NCBI (8 oct. 2015) :
- Stereum armeniacum
- Stereum complicatum
- Stereum gausapatum
- Stereum hirsutum
- Stereum ostrea
- Stereum peculiare
- Stereum reflexulum
- Stereum rugosum
- Stereum sanguinolentum
- Stereum subtomentosum